# Сумний роман (мультфільм, 1967)
«Сумний роман» (рос. «Грустный роман») — грузинський радянський мультфільм 1967 року кінорежисера Отара Андронікашвілі.